# La scuola delle sirene
La scuola delle sirene (Swim Girl, Swim) è un film muto del 1927 diretto da Clarence G. Badger.
Tra gli attori, anche Gertrude Ederle, la prima donna ad aver attraversato, nel 1926, a nuoto la Manica. La nuotatrice apparve in diversi documentari, ma questo fu l'unico suo film di fiction.

## Produzione
Il film fu prodotto dalla Paramount Famous Lasky Corporation.

## Distribuzione
Il copyright del film, richiesto dalla Paramount Famous Lasky Corp., fu registrato il 17 settembre 1927 con il numero LP24428.
Distribuito dalla Paramount Pictures, uscì nelle sale cinematografiche statunitensi il 17 settembre 1927 dopo essere stato presentato in prima a New York il 3 settembre.